# Strijkkwartet nr. 13 (Sjostakovitsj)
Dmitri Sjostakovitsj's Strijkkwartet Nr. 13 in bes mineur (opus 138) werd geschreven in 1969 en 1970. Het stuk werd opgedragen aan Vadim Borisovsky, de altviolist van het Beethoven Quartet.
Tussen het schrijven van het stuk zat een pauze, omdat Sjostakovitsj een behandeling onderging in een orthopedische kliniek. Het stuk opent met een rij van twaalf tonen gespeeld op de altviool, en eindigt met een lange hoge solo voor de altviool. Het werk vereist ook dat er op de klankkast van de instrumenten met de stok moet worden getikt, een techniek die indertijd al gekend werd in het Westen, maar nog niet in de Sovjetmuziek.
Het werk bestaat uit één deel:
1. Adagio

Strijkkwartet nr. 1 · Strijkkwartet nr. 2 · Strijkkwartet nr. 3 · Strijkkwartet nr. 4 · Strijkkwartet nr. 5 · Strijkkwartet nr. 6 · Strijkkwartet nr. 7 · Strijkkwartet nr. 8 · Strijkkwartet nr. 9 · Strijkkwartet nr. 10 · Strijkkwartet nr. 11 · Strijkkwartet nr. 12 · Strijkkwartet nr. 13 · Strijkkwartet nr. 14 · Strijkkwartet nr. 15